# Fred Steiner
Frederick Steiner, conosciuto come Fred Steiner (New York, 24 febbraio 1923 – 23 giugno 2011), è stato un compositore, direttore d'orchestra e arrangiatore statunitense.
Ha composto musiche per film e serie televisive, tra cui: Il fronte del silenzio e Il grande teatro del West.

## Filmografia parziale

### Cinema
- La preda umana (Run for the Sun), regia di Roy Boulting (1956)
- La pistola non basta (Man from Del Rio), regia di Harry Horner (1956)
- Il fronte del silenzio (Time Limit), regia di Karl Malden (1957)
- Il massacro del giorno di San Valentino (The St. Valentine's Day Massacre), regia di Roger Corman (1967)
- Non c'è posto per i vigliacchi (First to Fight), regia di Christian Nyby (1967)

### Televisione
- Navy Log - serie TV, 5 episodi (1956-1958)
- Rocky e Bullwinkle (The Adventures of Rocky and Bullwinkle and Friends) - serie TV d'animazione (1959-1964)
- Gunsmoke - serie TV, 30 episodi (1959-1966)
- Have Gun - Will Travel - serie TV, 8 episodi (1960-1963)
- Ai confini della realtà (The Twilight Zone) - serie TV, 32 episodi (1960-1964)
- Lotta senza quartiere (Cain's Hundred) - serie TV, 9 episodi (1961-1962)
- Gli uomini della prateria (Rawhide) - serie TV, 9 episodi (1961-1965)
- Daniel Boone - serie TV, 7 episodi (1964-1970)
- Gli eroi di Hogan (Hogan's Heroes) - serie TV, 20 episodi (1965-1966)
- Star Trek - serie TV, 8 episodi (1966-1967)
- Il grande teatro del West (The Guns of Will Sonnett) - serie TV, 46 episodi (1967-1969)
- Ai confini della realtà (The Twilight Zone) - serie TV, 1 episodio (1986)
- Storie incredibili (Amazing Stories) - serie TV, 1 episodio (1986)
- Star Trek: The Next Generation - serie TV, 1 episodio (1987)
- I favolosi Tiny (Tiny Toon Adventures) - serie TV d'animazione, 7 episodi (1990-1992)
- Star Trek: New Voyages - Webserie, 1 episodio (2004)